# مايكل سينغ
مايكل سينغ هو المدير الإداري لمعهد واشنطن ومدير سابق لشؤون الشرق الأوسط في مجلس الأمن القومي. كما كان في البيت الأبيض مسؤولاً عن ابتكار وتطبيق الاستراتيجيات على مجموعة واسعة من مسائل الشرق الأوسط، بدءً من جهود منع استحواذ إيران على قدرات الأسلحة النووية، مروراً بعملية السلام بين العرب وإسرائيل، ووصولاً إلى دعم حقوق الإنسان في المنطقة. عمل سينغ سابقا مساعداً خاصاً للوزيرين كوندوليزا رايس وكولين باول، زكان عضواً في مجلس مستشاري المراجعة الدولي في هارفارد.